# Ana María (revista musical)
Ana María es una revista musical española (anunciada como sainete lírico) en dos actos, con libreto de José Muñoz Román, y música del maestro José Padilla; fue estrenada en el Teatro Martín de Madrid el 21 de enero de 1954.

## Argumento
Don Cristóbal y su sobrino Gundito tienen un mismo sueño: El primer ha inventado un crecepelo y gracias a su socio Arturo Carvajal consigue hacer una fortuna. Además, en el sueño, resulta ser soltero y un auténtico imán para las mujeres, a las que va desechando en favor de Gundito. Por su parte, Arturo inicia una relación con Ana María, la hija de Cristóbal. Según transcurren las semanas, el sueño va cumpliéndose punto por punto y tío y sobrino conocen con antelación todos los detalles de lo que va a ocurrirles, porque además lo tienen apuntado en una agenda, que Gundito termina quemando. Por su parte, Arturo y Ana María creen soñar en un futuro aciago cargado de desgracias. Aunque se trata en realidad de un nuevo sueño del padre. Finalmente, todo vuelve a su cauce: Cristóbal vuelve con su esposa Manuela; Gundito se casa con Carolina, secretaria de su tío, y Ana María triunfa en el mundo del espectáculo.

## Números musicales
- Quiero ser mamá
- Secretaria bonita
- Isleña de las Azores
- ¡Ay chico!
- Déjame soñar
- Y no te olvides nunca de Ana María
- Luna de Marianao

## Estreno
La obra se estrenó en el Teatro Martín de Madrid el 21 de enero de 1954. Interpretada por Queta Claver en el papel que da título a la revista, junto a Venancio Moreno, Luis de Heredia, José Álvarez «Lepe», Concha Farfán, Enriqueta Delás, Manolita Román, Myrian de Palma, Ramón Cebriá y Salomé de Marcos; decorados de Bartoli y Asensi y vestuario de Cornejo.
Ese mismo año se representó en el Teatro Ruzafa de Valencia, con Gracia Imperio, Alfonso del Real, Manuel Navarro, Mely Navas, Sara Fernor, Paquito de Osca, Juan Taberner, Amalia Marqués, Enrique Ramos, María Luisa Vecino, Pepita Prado, Olga Rodríguez, Dolores Valderábanos y Dora Zaldegui. Con Lina Morgan como chica de conjunto. Dirigida por Matías Colsada, con coreografía del Maestro Pichet.
Se restrenó en 1961 de nuevo en el Martín, con Licia Calderón, Ángel de Andrés, Marisa de Landa, Esperanza Roy y Rubén García.

## Adaptaciones
Fue adaptada para televisión por el realizador Fernando García de la Vega dentro del espacio de TVE La comedia musical española, emitido el 26 de noviembre de 1985, con Esperanza Roy (Ana María),  José Bódalo (Cristóbal); Luis Varela (Gundito), María Isbert (Manuela), Ángel de Andrés (Nicomedes); Pilar Bardem (Andrea), Loreta Tovar (Carolina), Rosa Valenty (Laura del Río), Adriana Ozores (Soledad), Luisa María Armenteros (Olvido), Antonio Medina (Carvajal), Paula Sebastián (Antoñita) y María Barranco (secretaria).
El 7 de diciembre de 1995, en el espacio La Revista, también de TVE, se emitió una nueva versión, interpretada por Silvia Gambino y Alberto Closas Jr.